# Woods Cross
Woods Cross je město v okresu Davis County ve státě Utah ve Spojených státech amerických. K roku 2010 zde žilo 9 761 obyvatel. S celkovou rozlohou 9,3 km² byla hustota zalidnění 688,5 obyvatel na km².